# 9705 Друммен
9705 Друммен  (9705 Drummen) — астероїд головного поясу, відкритий 16 жовтня 1977 року.
Тіссеранів параметр щодо Юпітера — 3,199.